# Полова (река)
Полова (укр. Полова) — левый приток реки Удай, протекающий по Прилукскому району Черниговской области Украины.

## География
Длина — 15, 16 км.
Русло сильно-извилистое, на протяжении всей длины пересыхает. Есть небольшие пруды. В нижнем течении протекает по заболоченной пойме и долине Удая.
Река берёт начало непосредственно севернее села Полова. Река течёт на юго-восток, затем — перед селом Яровая Белещина — делает поворот в юго-западном направлении. Впадает в Удай северо-западнее села Пироговцы.
Пойма занята очагами лесов (лесополосы и одиночные деревья) и кустарниками, в нижнем течении — заболоченными участками.
Притоки (от истока к устью): нет крупных. 
Населённые пункты на реке (от истока к устью):
1. Полова
2. Яровая Белещина
3. Сухополова
4. Пироговцы